# San Mauro Marchesato
San Mauro Marchesato is een gemeente in de Italiaanse provincie Crotone (regio Calabrië) en telt 2371 inwoners (31-12-2004). De oppervlakte bedraagt 42,0 km², de bevolkingsdichtheid is 57 inwoners per km².

## Demografie
San Mauro Marchesato telt ongeveer 870 huishoudens. Het aantal inwoners daalde in de periode 1991-2001 met 8,8% volgens cijfers uit de tienjaarlijkse volkstellingen van ISTAT.
| Jaar | Inwoneraantal |
| ---- | ------------- |
| 1991 | 2648          |
| 2001 | 2415          |

## Geografie
De gemeente ligt op ongeveer 288 m boven zeeniveau.
San Mauro Marchesato grenst aan de volgende gemeenten: Cutro, Roccabernarda, Santa Severina, Scandale.